# Camí de Riudoms a Castellvell

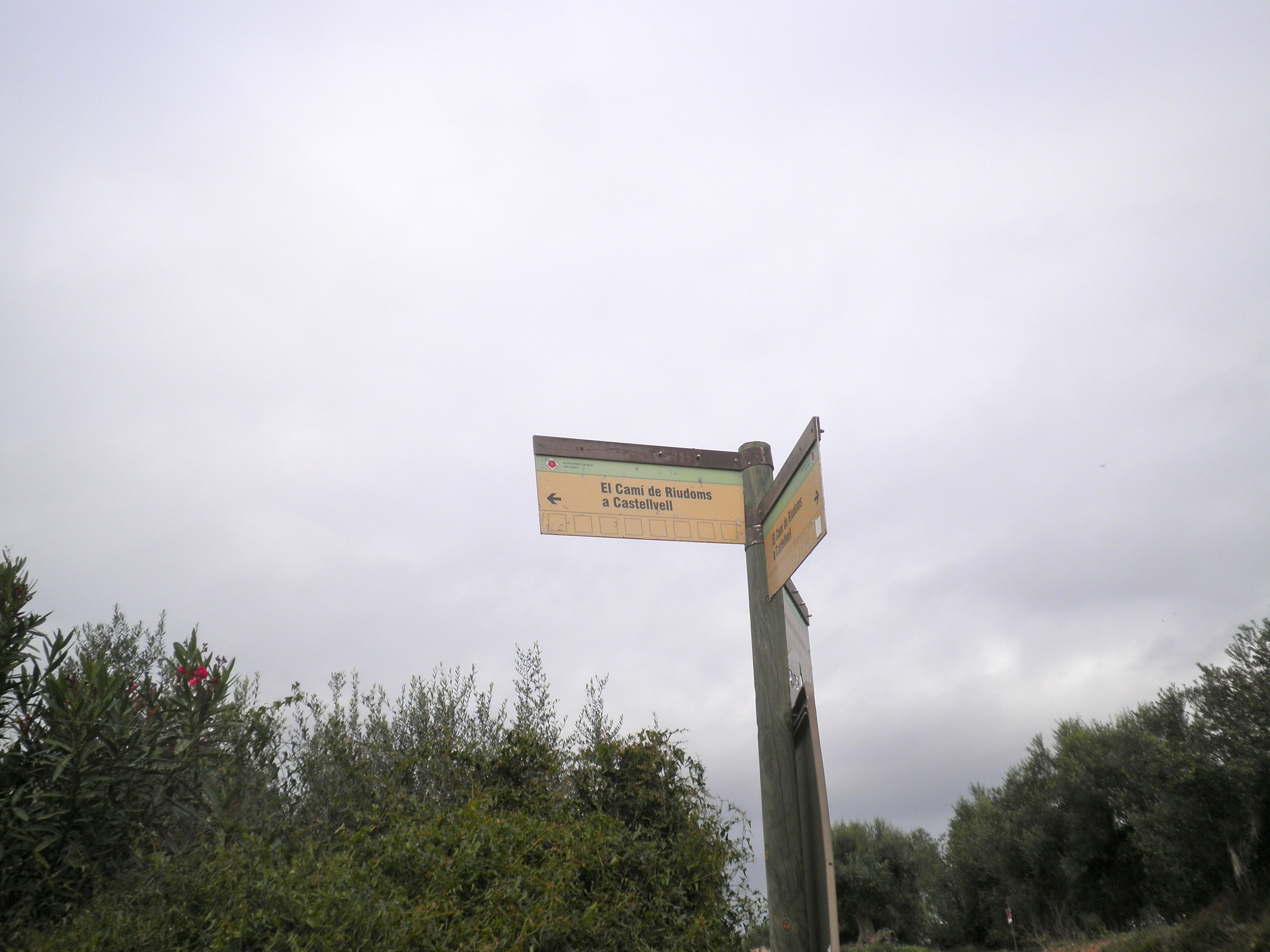
Pal indicador del camí de Riudoms a Castellvell

El Camí de Riudoms a Castellvell és un camí que travessa per una part del terme de Reus al Baix Camp.
És un antic camí de ferradura, ara convertit en molts trams en pista asfaltada, que unia les poblacions de Riudoms i Castellvell. Entra al terme de Reus per la partida del Roquís i de seguida troba el camí del Roquís formant els Quatre Camins. Quan està a punt de travessar el barranc de Pedret es perd, vora el Mas de les Ànimes. Reapareix al nord de la carretera d'Alcolea o de Falset i agafant la direcció nord-est s'encreua amb el camí del Mas de Gassot i més enllà, amb el de la Pedrera del Coubi, uns quatre-cents metres al sud dels Cinc Camins. Travessa dos petits barrancons que conflueixen al barranc de la Buada i arriba al poble de Castellvell. El camí seguia antigament des de Castellvell cap a La Selva del Camp.